# Deutsche Einband-Meisterschaft 1956/57

Veranstaltungsort: Saarbrücken

Die Deutsche Einband-Meisterschaft 1956/57 ist eine Billard-Turnierserie und fand vom 21. bis zum 22. Dezember 1956 in Saarbrücken zum achten Mal statt.

## Geschichte
Diese Deutsche Meisterschaft im Einband zeigte deutlich das Deutschland in dieser Disziplin des Billardsports internationale Klasse hat. Im vollbesetzten Haus des Sports musste nach den damaligen Statuten bei gleicher Matchpunkzahl eine Stichpartie gespielt werden. In dieser startete August Tiedtke sehr stark und erzielte in der zehnten Aufnahme mit einer Serie von 65 Punkten einen neuen deutschen Rekord und ging mit 106:56 in Führung. Direkt in der nächsten Aufnahme konterte der Titelverteidiger Walter Lütgehetmann mit einer 52-er Serie und war wieder im Spiel. Nach hart umkämpften 33 Aufnahmen beendete er das Match. Tiedtke schaffte im Nachstoß nur noch einen Punkt. Damit hatten sich beide Akteure für die Europameisterschaft in Gronigen qualifiziert. Platz drei belegte Ernst Rudolph.

## Modus
Gespielt wurde im Round Robin-Modus bis 200 Punkte.
Die Endplatzierung ergab sich aus folgenden Kriterien:
1. Matchpunkte
2. Generaldurchschnitt (GD)
3. Bester Einzeldurchschnitt (BED)
4. Höchstserie (HS)

## Teilnehmer (alphabetisch)
1. Walter Lütgehetmann (Billard-Club Frankfurt/Main), Titelverteidiger
2. Josef Bolz (Billard-Sport-Klub 1934 Köln-Nippes)
3. Ernst Rudolph (Kölner Billard-Club 1908)
4. Siegfried Spielmann (Düsseldorfer Billardfreunde 1954)
5. August Tiedtke (Saar 05 Saarbrücken)

## Turnierverlauf
| Name                | MP  | Pkte | Aufn. | ED   | HS |
| ------------------- | --- | ---- | ----- | ---- | -- |
| 1. Spielrunde       |     |      |       |      |    |
| Siegfried Spielmann | 0:2 | 67   | 34    | 1,97 | 14 |
| August Tiedtke      | 2:0 | 200  | 34    | 5,88 | 43 |
| Ernst Rudolph       | 2:0 | 200  | 44    | 4,54 | 19 |
| Josef Bolz          | 0:2 | 190  | 44    | 4,31 | 31 |

| Name                | MP  | Pkte | Aufn. | ED   | HS |
| ------------------- | --- | ---- | ----- | ---- | -- |
| 2. Spielrunde       |     |      |       |      |    |
| Walter Lütgehetmann | 2:0 | 200  | 39    | 5,12 | 24 |
| Siegfried Spielmann | 0:2 | 163  | 39    | 4,65 | 26 |
| August Tiedtke      | 0:2 | 167  | 38    | 4,39 | 22 |
| Ernst Rudolph       | 2:0 | 200  | 38    | 5,26 | 28 |

| Name                | MP  | Pkte | Aufn. | ED   | HS |
| ------------------- | --- | ---- | ----- | ---- | -- |
| 3. Spielrunde       |     |      |       |      |    |
| Walter Lütgehetmann | 0:2 | 137  | 36    | 3,80 | 28 |
| August Tiedtke      | 2:0 | 200  | 36    | 5,55 | 23 |
| Siegfried Spielmann | 2:0 | 200  | 41    | 4,87 | 32 |
| Josef Bolz          | 0:2 | 115  | 41    | 2,80 | 25 |

| Name                | MP  | Pkte | Aufn. | ED   | HS |
| ------------------- | --- | ---- | ----- | ---- | -- |
| 4. Spielrunde       |     |      |       |      |    |
| Ernst Rudolph       | 0:2 | 171  | 53    | 3,22 | 24 |
| Siegfried Spielmann | 2:0 | 200  | 53    | 3,77 | 20 |
| Walter Lütgehetmann | 2:0 | 200  | 28    | 7,14 | 38 |
| Josef Bolz          | 0:2 | 70   | 28    | 2,50 | 7  |

| Name                | MP  | Pkte | Aufn. | ED   | HS |
| ------------------- | --- | ---- | ----- | ---- | -- |
| 5. Spielrunde       |     |      |       |      |    |
| Walter Lütgehetmann | 2:0 | 200  | 30    | 6,66 | 41 |
| Ernst Rudolph       | 0:2 | 127  | 30    | 4,23 | 30 |
| August Tiedtke      | 2:0 | 200  | 27    | 7,40 | 39 |
| Josef Bolz          | 0:2 | 77   | 27    | 2,85 | 17 |

## Abschlusstabelle
| MP    | Match Points (Sieger = 2; Unentschieden = 1; Verlierer = 0) |
| Pkte. | Erzielte Karambolagen                                       |
| Aufn. | Benötigte Versuche                                          |
| GD    | Generaldurchschnitt                                         |
| BED   | Bester Einzeldurchschnitt eines Spielers                    |
| HS    | Höchstserie                                                 |
|       | Bester GD des Turniers                                      |
|       | Bester ED des Turniers                                      |
|       | Beste HS des Turniers                                       |
|       | 1. Platz (Gold)                                             |
|       | 2. Platz (Silber)                                           |
|       | 3. Platz (Bronze)                                           |

| Klassement                                  | Klassement          | Klassement | Klassement | Klassement | Klassement | Klassement | Klassement | Klassement |
| Platz                                       | Name                | MP         | Pkte.      | Aufn.      | GD         | BED        | HS         |            |
| ------------------------------------------- | ------------------- | ---------- | ---------- | ---------- | ---------- | ---------- | ---------- | ---------- |
| 1                                           | August Tiedtke      | 6:2        | 767        | 135        | 5,68       | 7,40       | 43         |            |
| 2                                           | Walter Lütgehetmann | 6:2        | 537        | 133        | 5,54       | 7,14       | 41         |            |
| 3                                           | Ernst Rudolph       | 4:4        | 698        | 165        | 4,23       | 5,26       | 30         |            |
| 4                                           | Siegfried Spielmann | 4:4        | 630        | 167        | 3,77       | 4,87       | 32         |            |
| 5                                           | Josef Bolz          | 0:8        | 452        | 140        | 3,22       | –          | 31         |            |
| Turnierdurchschnitt: 4,43                   |                     |            |            |            |            |            |            |            |
| Stichpartie                                 |                     |            |            |            |            |            |            |            |
| -                                           | August Tiedtke      | 0:2        | 187        | 33         | 5,66       | –          | 65         |            |
| -                                           | Walter Lütgehetmann | 2:0        | 200        | 33         | 6,06       | 6,06       | 52         |            |
| nach Stichpartie                            |                     |            |            |            |            |            |            |            |
| 1                                           | Walter Lütgehetmann | 8:2        | 937        | 166        | 5,64       | 7,14       | 52         |            |
| 2                                           | August Tiedtke      | 6:4        | 954        | 168        | 5,67       | 7,40       | 65         |            |
| Turnierdurchschnitt: 4,55 (mit Stichpartie) |                     |            |            |            |            |            |            |            |